# دادال
دادال (به لاتین: Dadal) یک منطقهٔ مسکونی در مغولستان است که در استان خنتی واقع شده‌است. دادال ۴٬۷۲۷ کیلومتر مربع مساحت دارد.